# غوان أبيض الأجنحة
غوان أبيض الأجنحة (الاسم العلمي:Penelope albipennis) هو نوع من الطيور يتبع جنس الغوان بنيلوب من فصيلة القرازية.